# بروميد الثيونيل
بروميد الثيونيل هو مركب كيميائي لاعضوي صيغته SOBr2، ويوجد في الشروط القياسية على شكل سائل أصفر إلى برتقالي.

## التحضير
يحضر المركب من تفاعل كلوريد الثيونيل مع بروميد الهيدروجين أو بروميد البوتاسيوم:
{\displaystyle \mathrm {SOCl_{2}+2\ HBr\longrightarrow SOBr_{2}+2\ HCl} }
كما يمكن أن تتم عملية التحضير من تفاعل ثنائي أكسيد الكبريت مع غاز البروم بوجود ثلاثي كلوريد الفوسفور.

## الخواص
يوجد المركب في الشروط القياسية على شكل سائل أصفر إلى برتقالي، وهو يتحلل مع الماء عند التماس به بتفاعل حلمهة:
{\displaystyle \mathrm {SOBr_{2}+H_{2}O\longrightarrow SO_{2}+2\ HBr} }
للمركب بنية جزيئية هرمية ثلاثية.